# Примес
Примесите са химически вещества, включени в обема на друго основно вещество – течно, газообразно или твърдо – и които имат различен химичен състав от него.
Макар теоретично да съществуват идеално чисти химически вещества, в повечето реални ситуации те съдържат някакви примеси, обикновено описвани като относителен дял от общата маса на веществото. За практически цели са разработени различни стандарти, ограничаващи делът на примесите за определени цели. Примесите могат да бъдат и умишлено въведени при производството на материала за постигане на определени характеристики, като цвят, електропроводимост, коравина. В други случаи те са нежелани и се прилагат техники за тяхното ограничаване.